# Wielka Wieś (rejon ostrowiecki)
Wielka Wieś (biał. Вялікае Сяло, Wialikaje Siało; ros. Большое Село, Bolszoje Sieło; pol hist. Wielkie Sioło) – wieś na Białorusi, w obwodzie grodzieńskim, w rejonie ostrowieckim, w sielsowiecie Michaliszki, w pobliżu granicy z Litwą.
Wieś graniczy z Rezerwatem Krajobrazowym Jeziora Soroczańskie.

## Historia
W XIX i w początkach XX w. wieś nosiła nazwę Wielkie Sioło i położona była w Rosji, w guberni wileńskiej, w powiecie zawilejskim/święciańskim, w gminie Łyntupy. Po I wojnie światowej pod administracją polską, w Zarządzie Cywilnym Ziem Wschodnich. W latach 1920–1922 w składzie Litwy Środkowej.
Od 11 kwietnia 1922 Wielka Wieś leżała w Polsce, w województwie wileńskim, w powiecie święciańskim, do 11 kwietnia 1929 w gminie Łyntupy, następnie w gminie Żukojnie.
Po II wojnie światowej w granicach Związku Sowieckiego. Od 1991 w niepodległej Białorusi.